# Pedro Moya de Contreras

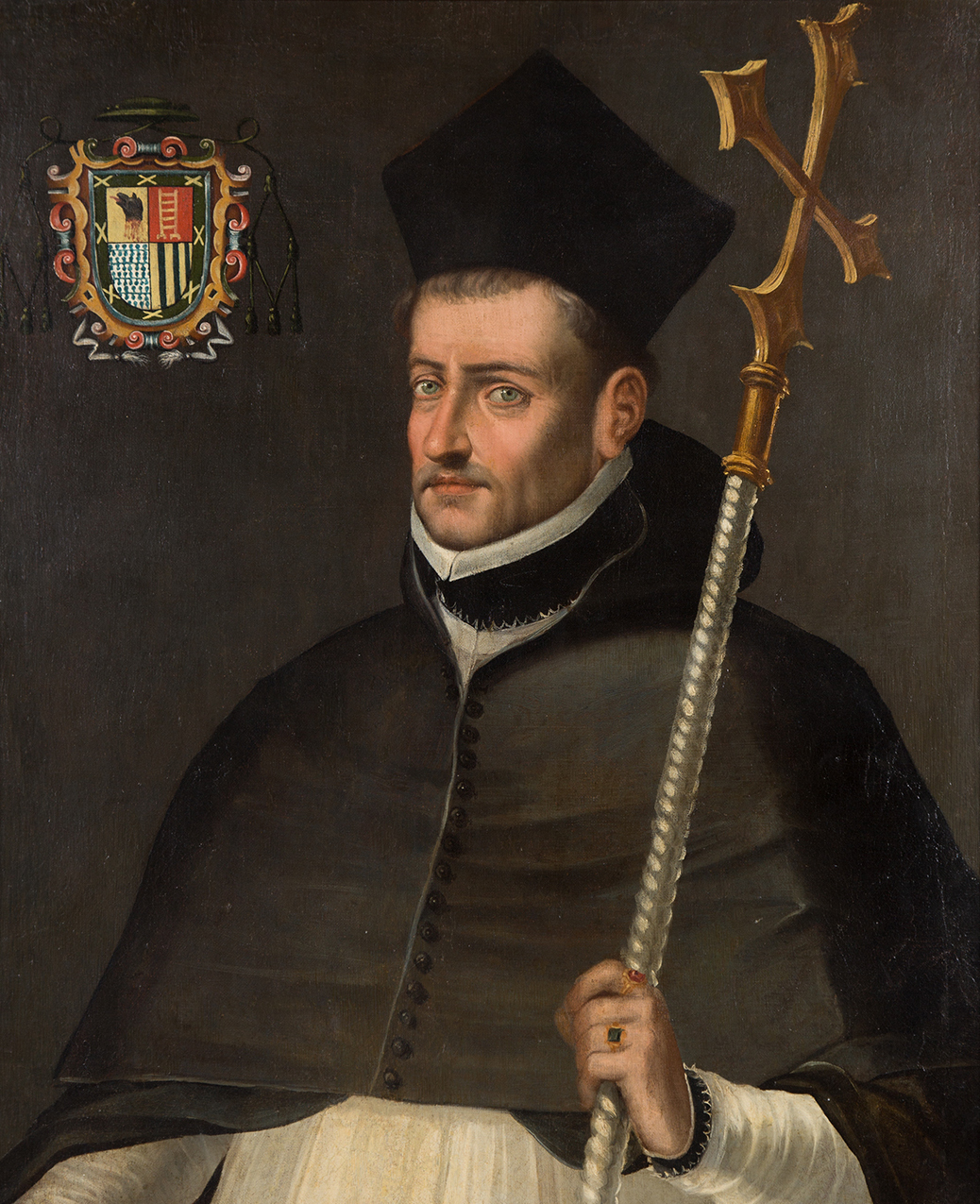
Don Pedro Moya de Contreras.

Don Pedro Moya de Contreras, född 1528, död den 21 december 1591, var den tredje ärkebiskopen av Mexiko.
Moya de Contreras kom till Mexiko som inkvisitor och fungerade även som vicekung av Nya Spanien mellan den 25 september 1584 och den 16 oktober 1585. Han var 1591-1592 president i Spanska Amerikas regering.